# المسابقة الاسلامية لطلبة المدارس الثانوية (أمريكا الشمالية)
المسابقة الاسلامية لطلبة المدارس الثانوية أو بطولة التنافس الإسلامي بين طلبة المدارس الثانوية (MIST) هي مسابقة سنوية تستمر لمدة ثلاثة أيام وتقام في عدة مناطق عبر الولايات المتحدة وكندا. تأسست البطولة في عام 2002 في هيوستن، تكساس، وتهدف إلى جمع طلاب المدارس الثانوية المسلمين للمشاركة في مجموعة متنوعة من المسابقات الأكاديمية والفنية والرياضية. يهدف الحدث إلى تعزيز التطور الشخصي، وتعزيز المشاركة المجتمعية، وتشجيع فهم أعمق للقيم الإسلامية بين الشباب.

## حول
تعمل MIST على مستويين: بطولات إقليمية وبطولة وطنية. تعمل البطولات الإقليمية كمؤهلات، حيث تُعقد عادةً على مدى عطلة نهاية أسبوع واحدة أو تمتد على مدى عطلتين، وتشمل جولات تمهيدية وحفل توزيع الجوائز. يتأهل أفضل المشاركين في الفعاليات الإقليمية إلى البطولة الوطنية، والتي تُقام على مدى ثلاثة أيام متتالية خلال فصل الصيف.

## التاريخ
تأسست MIST في عام 2002 على يد شازية صديقي في هيوستن، تكساس، كمبادرة محلية تهدف إلى توفير فرص للنمو الفكري والروحي لطلاب المدارس الثانوية المسلمين من خلال المنافسة والتعاون. منذ انطلاقتها، توسعت البطولة بشكل كبير لتشمل أكثر من 20 منطقة في أمريكا الشمالية. المنظمة تُدار بالكامل من قبل متطوعين وتواصل النمو في عدد المشاركين ونطاق الفعاليات كل عام.

## المسابقات
تضم MIST مجموعة واسعة من المسابقات المصنفة إلى فئات تشمل المعرفة، والفنون، والكتابة والخطابة، والتحديات الجماعية، والمشاريع الجماعية، والرياضة. تم تصميم هذه المسابقات لتلائم مختلف المواهب والاهتمامات، مما يشجع الطلاب على إبراز قدراتهم في مجالات متعددة.

الفئة الأولى: المعرفة والقرآن
- اختبار المعرفة
- حفظ القرآن

الفئة الثانية: الفنون
- الفن ثنائي الأبعاد
- الفن ثلاثي الأبعاد
- تصميم الأزياء
- التصميم الجرافيكي
- التصوير الفوتوغرافي

الفئة الثالثة: الكتابة والخطابة
- المقال الارتجالي
- الخطابة الارتجالية
- الخطابة الأصلية
- الشعر
- المقال المُعد مسبقًا
- القصة القصيرة
- الإلقاء الشعري (Spoken Word)

الفئة الرابعة: التحديات
- المناظرة
- أولمبياد الرياضيات
- مسابقة MIST Quiz Bowl
- التمثيل الارتجالي

الفئة الخامسة: المشاريع الجماعية
- مشروع الأعمال التجارية
- الأناشيد
- الخدمة الإنسانية (سابقًا الخدمة المجتمعية)
- معرض العلوم
- الفيلم القصير
- وسائل التواصل الاجتماعي

الفئة السادسة: الرياضة
- كرة السلة

## المشاركة

### المناطق
فيما يلي قائمة بالمناطق التي تستضيف بطولاتها الإقليمية الخاصة وتشارك في البطولة الوطنية، مرتبة أبجديًا:
1. أتلانتا
2. بوسطن
3. شيكاغو
4. كولومبوس
5. دالاس
6. ديترويت
7. فلوريدا
8. هيوستن
9. ناشفيل
10. نيوجيرسي
11. نيويورك
12. نوركال (شمال كاليفورنيا)
13. فيلادلفيا
14. ريتشموند
15. سياتل
16. سانت لويس
17. سوكال (جنوب كاليفورنيا)
18. تورونتو
19. المملكة المتحدة
20. واشنطن دي.سي.

### المشاركون البارزون
من بين خريجي MIST البارزين نور تغوري، وهي صحفية أمريكية ليبية معروفة بأعمالها في الأفلام الوثائقية مثل The Trouble They've Seen: The Forest Haven Story وSold in America. شاركت تغوري في MIST عندما كانت طالبة في المدرسة الثانوية، ومنذ ذلك الحين أصبحت متحدثة رئيسية في العديد من فعاليات MIST، بما في ذلك MIST شيكاغو في عام 2016.

### التركيبة السكانية
اعتبارًا من عام 2007، كان معظم المشاركين في MIST من أصول جنوب آسيوية (60%)، يليهم العرب (20%)، ثم السود (17%)، وأعراق أخرى (3%). من حيث الانتماء الديني، حدد حوالي 82% أنفسهم كمسلمين من أهل السنة، و15% كمسلمين من طائفة الشيعة، بينما كان 3% غير مسلمين.

## البطولة الوطنية
يتأهل المتسابقون الثلاثة أو الأربعة أو الخمسة الأوائل في كل مسابقة خلال البطولة الإقليمية إلى البطولة الوطنية، والتي تُقام في مدينة مختلفة كل عام.
- 2011: أتلانتا
- 2012: تورونتو
- 2013: ديترويت
- 2014: واشنطن العاصمة
- 2015: هيوستن
- 2016: تورونتو
- 2017: ديترويت
- 2018: نيويورك
- 2019: بالتيمور
- أُلغيت البطولة الوطنية لعام 2020، والتي كان من المقرر إقامتها في شيكاغو، بسبب جائحة كورونا.
- أُقيمت البطولة الوطنية لعام 2021 عبر الإنترنت.
- 2022: نيوجيرسي
- 2023: كارولاينا الشمالية
- 2024: أتلانتا

## التحضير والتنظيم
يبدأ التحضير لـ MIST في نوفمبر، حيث يخطط المنظمون الإقليميون للفعاليات، ويحجزون أماكن المسابقات، ويجندون المتطوعين. يسجل طلاب المدارس الثانوية في الشتاء ويبدؤون الاستعداد لمسابقاتهم المختارة. تُعقد البطولات الإقليمية عادةً في أواخر مارس أو أوائل أبريل، بينما تُقام البطولة الوطنية بين شهري يوليو وأغسطس.

## وصلات خارجية
- الموقع الرسمي لـ MIST